# Gryfice
Cet article concerne la ville. Pour la gmina, voir Gryfice (gmina). Pour le powiat, voir Powiat de Gryfice.
Gryfice (prononcé [ɡrɨˈfʲit͡sɛ], Greifenberg in Pommern en allemand) est une ville polonaise située en Voïvodie de Poméranie occidentale. La ville est arrosée par le fleuve Rega et elle est située à 28 km de la Mer Baltique. C'est la ville de naissance du célèbre joueur de football Krychowiak.

## Histoire
Jusqu'en 1945, Greifenberg-en-Poméranie est le chef-lieu de l'arrondissement de Greifenberg-en-Poméranie au sein de la province de Poméranie.

## Communications
Aéroport le plus proche: aéroport de Goleniów. La gare Trzebiatów a des connexions avec Kołobrzeg, Trzebiatów et Goleniów et Szczecin.